# Oath sign

《oath sign》은 LiSA 명의로 발매된 첫 번째 싱글 앨범이다. 일본 애니메이션 기업인 ufotable에서 제작한 애니메이션《Fate/Zero》의 오프닝 삽입곡이 수록되어 있기도 하다.

## 수록곡
1. Oath Sign
2. Confidence Driver
3. HANDS & SMiLE
4. ナミダ流星群(눈물 유성군)
5. Oath Sign(instrumental)
6. Oath Sign(TV ver.)